# Where's My Potato?
『Where's My Potato?』（ウェアズ マイ ポテト?）は、[Champagne]の1枚目のオリジナルアルバム。2010年1月20日にRX-RECORDSからリリースされた。

## 概要
2007年より本格始動したロックバンド、[Champagne]のデビューアルバム。また2010年3月1日、今作のリリースツアー中、ドラムスを担当していた石川博基が脱退したため、今作が石川が在籍していた時代の唯一の作品となっている。
今作は[Champagne]がバンドとしてはまだまだ無名の中リリースされたが、インターネットや口コミでどんどん名が知れ渡り、ツアーファイナルは即日即完という快挙を成し遂げた。これを契機に、2010年は様々なロック・フェスティバルへ初出演している。
収録曲の歌詞は、全てVo.川上の実体験である。

## 楽曲解説
Burger Queen
インスト曲で、ライブSE・オープニング曲として定番である。
For Freedom
曲調は川上の好きな映画『Braveheart』からインスパイアされた。
本作のリード曲で、PVが存在する。このPVを皮切りに、［Champagne］の楽曲のPVの最後にはおまけ映像がつくようになったが、川上は「その時はまさかそれからずっとおまけ映像が使われるとは思わなかった」と語っている。
Don't Fuck With Yoohei Kawakami
元々は『Rocknrolla！』が収録される予定であったが、「バンドグルーブが合わない」という理由で見送られ、急遽この曲が制作され収録された。

## 収録曲
- 全作詞／全作曲：川上洋平、全編曲：［Champagne］

| #         | タイトル                            | 作詞  | 作曲・編曲 | 時間 |
| --------- | ----------------------------------- | ----- | ---------- | ---- |
| 1.        | 「Burger Queen」                    |       |            | 2:12 |
| 2.        | 「She's Very」                      |       |            | 4:56 |
| 3.        | 「For Freedom」                     |       |            | 3:48 |
| 4.        | 「Untitled」                        |       |            | 5:23 |
| 5.        | 「I Don't Know (Who You Are)」      |       |            | 4:12 |
| 6.        | 「Yeah Yeah Yeah」                  |       |            | 3:08 |
| 7.        | 「Da la la la」                     |       |            | 4:19 |
| 8.        | 「Wet Paint」                       |       |            | 3:40 |
| 9.        | 「Don't Fuck With Yoohei Kawakami」 |       |            | 4:07 |
| 10.       | 「de Mexico」                       |       |            | 4:58 |
| 11.       | 「かえりみち」                      |       |            | 3:57 |
| 合計時間: | 合計時間:                           | 44:44 |            |      |